# يان ماكنير
يان ماكنير (بالإنجليزية: Ian McNair)‏ هو شخصية أعمال أسترالي، ولد في 23 أكتوبر 1933، وتوفي في 30 أكتوبر 2007.